# Höijers backe
Höijers backe är ett två våningars bostadshus i trä, som uppfördes 1919 i Malmberget och som 2017 flyttades till Koskullskulle på grund av rasrisk vid framtida brytning i Malmbergets underjordsgruva.
Huset uppfördes som ett brädfordrat timmerhus i området Johannes på Bolagsområdet i Malmberget som lärarbostäder. Det är rikt dekorerat vid gavelspetsar och farstukvistar och mer påkostat än LKAB:s övriga tjänstebostäder. Det byggdes med fyra lägenheter om vardera två rum och kök,   Huset är T-format, tolv meter långt och tolv meter brett. Den sammanlagda ytan är 208 kvadratmeter. Det väger omkring 210 ton och har fyra skorstensstockar. Det flyttades i ett stycke, exklusive stenfot, men inklusive skorstenar.
Gatan i Malmberget döptes senare om till Höijers backe efter Björn-Erik Höijer. 

## Flyttning till Koskullskulle
Husets nya adress är Lugna Gatan i Koskullskulle, där det ligger omgivet av ett 30-tal andra flyttade hus från Malmberget. Huset, som officiellt döpts till "Höijers backe", flyttades dit 2017, inklusive granitblocken i källarvåningen som murats upp igen på den nya platsen. 
Flyttningen av det omkring 200 ton tunga huset den omkring sju kilometer långa sträckan skedde med en 28 meter lång trailer med 18 hjulaxlar, vardera med 8 hjul. Varje axel kunde bära 36 ton.